# Céaux-d’Allègre
Céaux-d’Allègre ist eine französische Gemeinde mit 484 Einwohnern (Stand: 1. Januar 2022) im Département Haute-Loire in der Region Auvergne-Rhône-Alpes (vor 2016 Auvergne); sie gehört zum Arrondissement Le Puy-en-Velay und zum Kanton Saint-Paulien. 

## Geografie
Die Gemeinde Céaux-d’Allègre liegt im Zentralmassiv, etwa 18 Kilometer nordnordwestlich von Le Puy-en-Velay am Fluss Borne Orientale. Umgeben wird Céaux-d’Allègre von den Nachbargemeinden Monlet im Norden, Bellevue-la-Montagne im Norden und Osten, Saint-Geneys-près-Saint-Paulien im Osten, Saint-Paulien im Südosten, Lissac im Süden, Vernassal im Südwesten sowie Allègre im Westen und Nordwesten.

## Bevölkerungsentwicklung
| Jahr                       | 1962 | 1968 | 1975 | 1982 | 1990 | 1999 | 2011 | 2020 |
| Einwohner                  | 771  | 676  | 621  | 511  | 428  | 412  | 471  | 475  |
| Quellen: Cassini und INSEE |      |      |      |      |      |      |      |      |

## Sehenswürdigkeiten
- Kirche Saint-Jean-Baptiste

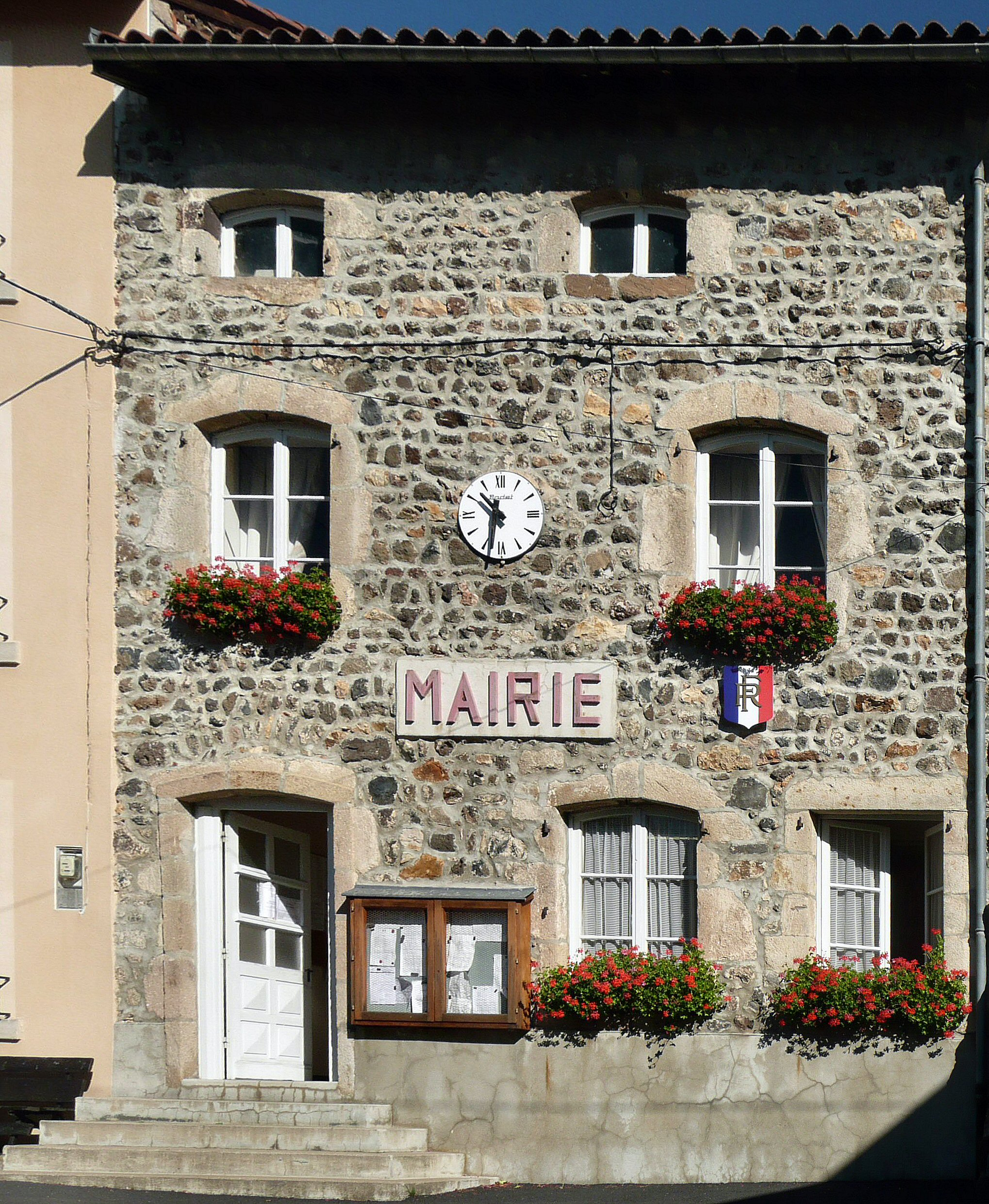
Rathaus (Mairie) von Céaux-d’Allègre
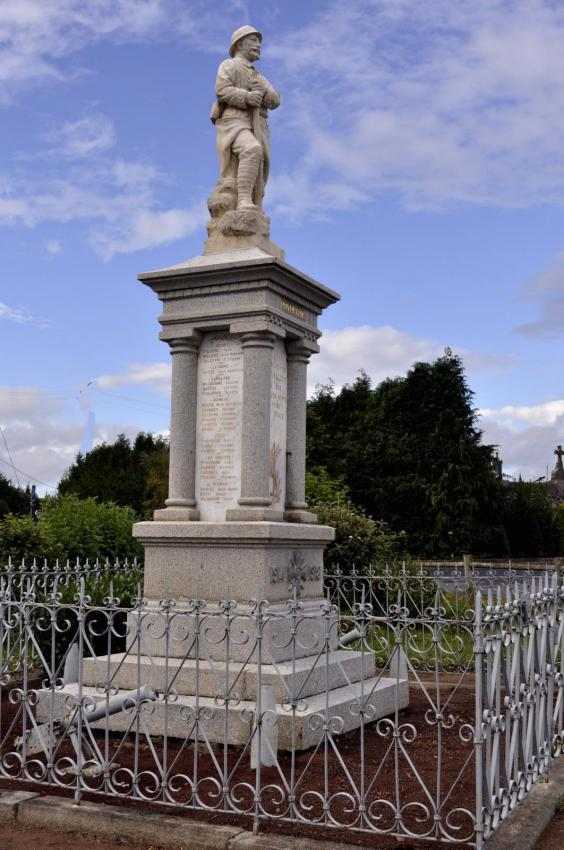
Gefallenendenkmal